# Jesse McCartney
Ne doit pas être confondu avec Jennette McCurdy.
Pour les articles homonymes, voir McCartney.
 (mars 2016).
Jesse McCartney est un auteur-compositeur-interprète de pop américain, né le 9 avril 1987 à Ardsley (New York).

## Biographie
Jesse Arthur Abraham McCartney naît dans la banlieue de New York en 1987 de Scott McCartney et Ginger McCartney (née Sarber) et débute très tôt dans le milieu artistique. Après quelques spectacles locaux, il intègre la distribution de la comédie musicale Anna et le roi à l'âge de dix ans, puis joue l'année suivante au Madison Square Garden aux côtés de Roger Daltrey dans une adaptation musicale de Un chant de Noël de Charles Dickens. En 1998, il obtient son premier rôle télévisé dans le soap La Force du destin (All My Children). Il y tient le rôle de Adam Chandler Jr jusqu’en 2001, un rôle qui lui vaut deux désignations en tant que candidat aux Daytime Emmy Awards, en 2001 et en 2002, dans la catégorie « Meilleur jeune acteur ».
Parallèlement à ses débuts d’acteur, Jesse McCartney commence une carrière musicale. En 1999, il intègre le boys band Dream Street. Le groupe sort deux albums, dont le premier, édité en 2001, est certifié disque d'or aux États-Unis. Les garçons se séparent en 2002, pendant une tournée avec Aaron Carter, après un procès contre leur producteur.
Il se lance ensuite dans une carrière solo, tout d'abord en participant à des bandes originales pour les studios Disney, en 2004 : Comme Cendrillon (avec Hilary Duff et Chad Michael Murray), Ella au pays enchanté avec Anne Hathaway (il interprète un duo avec l’actrice sur une reprise d’Elton John, Don’t go breaking my heart) ainsi que le « Disney Channel Original Movie » La Naissance d'une nouvelle star. Il interprète également un chant de Noël sur la compilation Radio Disney Jingle Jams, éditée fin 2004.
En juin 2004, Jesse McCartney est l'un des acteurs principaux de la série estivale Summerland avec Lori Loughlin, diffusée sur The WB. Il y incarne le rôle de Bradin Westerly, un adolescent orphelin qui se passionne pour le surf. La série est renouvelée pour une seconde saison, puis est arrêtée en juillet 2005. Il interprète également son propre rôle dans un épisode de la série Ce que j'aime chez toi (également diffusée sur la WB) en octobre 2004, ainsi que dans La Vie de palace de Zack et Cody (diffusée sur Disney Channel) en septembre 2005.
En septembre 2004, Jesse McCartney sort un premier album Beautiful Soul chez Hollywood Records (filiale de Disney). Le premier single extrait, Beautiful Soul, sort en décembre 2004. Le titre atteint la seizième place du Billboard et la première place des ventes de singles aux Philippines (semaine du 29 janvier au 4 février 2005), en Australie (du 3 au 24 avril 2005) et à Taïwan.

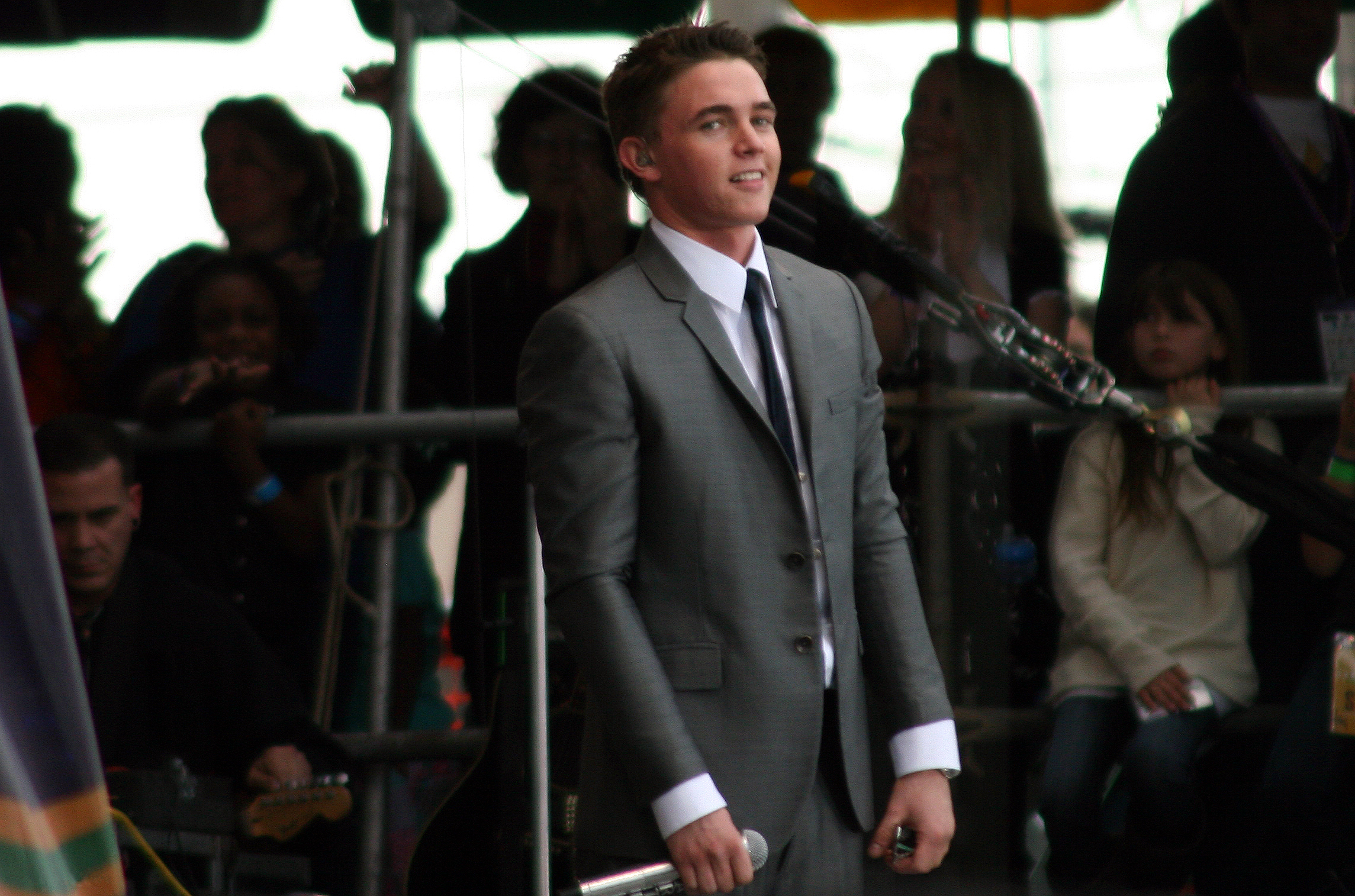
Jesse McCartney en concert en Louisiane le 15 février 2009.

L'album comprend quatre titres coécrits par Jesse McCartney (That Was Then, Get Your Shine On, What's Your Name et She's No You), ainsi que des titres écrits par Desmond Child. Il totalise 1,5 million de ventes et est certifié disque de platine aux États-Unis. De mai à septembre 2005, il réalise une tournée américaine de 56 dates, puis une tournée en Australie, à l'automne 2005.
Courant 2005 il signe en tant que supporteur officiel de Little Kids Rock, une organisation à but non lucratif qui offre gratuitement des instruments de musique et de l'enseignement aux enfants dans les écoles publiques défavorisées, à travers les États-Unis, il siège au conseil d'administration de LKR.
Le 21 novembre 2005 sort le single Come Together Now, pour les victimes du tremblement de terre du 26 décembre 2004 et de l'ouragan Katrina (à qui il a fait don de toutes ses recettes, récoltées lors de sa tournée de 2005), un projet auquel Jesse McCartney participe, avec de nombreux autres artistes (Céline Dion, Joss Stone, Wyclef Jean, etc.). Au cours de l'année, il est également à nouveau sollicité pour des bandes originales pour Disney : le titre Get your shine on (extrait de l'album Beautiful Soul) est repris dans Kim Possible et Ice Princess, ainsi que sur la bande originale de Summerland. Pour les compilations Disney Mania, il reprend des versions dance des titres The Second Star to the Right (Peter Pan), When you wish upon a star (Pinocchio) et I'll Try (Peter Pan 2 : Retour au Pays Imaginaire).
Il double le personnage de Roxas dans le jeu vidéo Kingdom Hearts 2, qui sort en décembre 2005, dans Kingdom Hearts: 358/2 Days, sortit en 2009, tout comme dans Kingdom Hearts : Birth By Sleep (2010), Kingdom Hearts 3D : Dream Drop Distance (2012) et Kingdom Hearts III (2019) où il double à la fois Roxas et Ventus.
Jesse McCartney enregistre des spots radio pour la promotion de la campagne "Kids for a Drug-Free America". Il est également le porte-parole de St. Jude Children's Research Hospital (en) et participe au concert "Hope Rocks", en 2005 au profit de "City of Hope Cancer Center", qu'il a déjà visité et pour qui il a fait un spot TV, pour un appel aux dons.
Le 19 septembre 2006, Jesse McCartney sort un deuxième album, Right Where You Want Me, à nouveau chez Hollywood Records. L'album ne rencontre pas le succès de Beautiful Soul : après une première semaine à la 15e place des ventes d'albums américaines (soit mieux que le premier album), Right Where You Want Me n'atteint pas les 300 000 ventes américaines, et les 450 000 ventes internationales[réf. nécessaire]. Le temps d'un épisode, Jesse McCartney retrouve les plateaux de All my children, pour jouer son propre rôle (en septembre 2006).
Au cours de l'année 2007, il joue le petit ami de Hannah Montana (Miley Cyrus) dans la série de Disney Channel pour un épisode et double Theodore dans le film adapté de la série Alvin et les Chipmunks. Il cosigne également le titre Bleeding Love de Leona Lewis, numéro 1 des ventes britanniques et il signe le titre Don't Leave pour Vanessa Hudgens.
En 2008, Jesse McCartney sort son troisième album, Departure (en), dont sont extraits le gros succès Leavin', chanson téléchargée plus de 2 millions de fois dans le monde, mais aussi « It's Over ». De plus, pour la version française de cet album, Jesse McCartney interprète une de ses chansons, extraite de l'album Right Where You Want Me, intitulée « Just So You Know », qu'il réadapte et chante entièrement en français, sous le nom de « De toi à moi » et de sa version de « Bleeding Love ».
En 2009, il réédite cet album sous le nom de Departure Recharged, avec quatre nouvelles chansons dont deux duos avec Ludacris (sur How Do You Sleep) et T-Pain (sur Body Language) qui auront aussi du succès. 2009 est aussi l'année où Jesse McCartney s'implique de plus en plus dans les actions caritatives, notamment pour la lutte contre le cancer (il participe d'ailleurs à un concert caritatif, The Concert for Hope, en compagnie de Miley Cyrus et Demi Lovato, en octobre 2009 afin de récolter des fonds pour la recherche).
En 2010, Jesse McCartney prépare son quatrième album avec des producteurs renommés, tels que Sean Garrett, Jackie Boyz ou encore Andre Merritt. Son parfum, Wanted, est également présenté durant cette même année, mais il ne sortira officiellement qu'en 2011.
Son quatrième album Have it all sort courant 2012 aux États-Unis dont un 1er single Shake, sorti en septembre 2010 et une 2e chanson, dévoilée en 2011, sur Facebook, intitulée "One Night".
Jesse McCartney continue parallèlement à collaborer avec d'autres artistes comme Tyga ou encore Justin Bieber, en leur écrivant des chansons.
Après avoir pris part à la saison 7 de la série American Wives dans le rôle de Tim Truman, Jesse McCartney part avec les Backstreet Boys, pour leur tournée intitulée In a World Like This qui passe dans plusieurs villes des États-Unis et du Canada, durant l'été 2013. À partir du 25 juillet 2014, Jesse McCartney part en tournée en Amérique du Nord pour son nouvel album In Technicolor sorti le 22 juillet 2014, après la sortie de son single Superbad. Le In Technicolor Tour se termine le 4 septembre 2014 à Anaheim.

## Vie privée
Il est l'aîné de trois enfants : il a une sœur, Lea Joyce McCartney et un frère, Timothy Glover Mark McCartney dit Timmy.
En 2004, Jesse McCartney entame une relation très médiatisée avec l'actrice Katie Cassidy - qu'il a rencontré deux ans auparavant via un ami en commun. En 2005, elle tourne dans son clip She's No You, puis il écrit de nombreuses chansons pour elle. Le couple se sépare après plus de trois ans de relation en 2007. En 2008, il fréquente brièvement la chanteuse Aubrey Morgan O'Day, ainsi que l'actrice Danielle Panabaker. En début d'année 2009, il a eu une aventure avec l'actrice et chanteuse Hayden Panettiere, puis a eu une brève histoire avec le mannequin Jasmine Waltz (née le 22 août 1982). Il a ensuite été en couple avec Eden Sassoon (née le 19 juin 1973), une personnalité médiatique, pendant deux ans.
Depuis septembre 2012, il partage la vie de l'actrice Katie Peterson (née le 19 juin 1987) - qu'il a épousée le 23 octobre 2021 à Carmel-by-the-Sea, après deux ans de fiançailles. Le 14 février 2025, ils annoncent qu'ils attendent leur premier enfant pour l'été. Le 7 mai 2025, ils ont leur fils, Archer. Il est né bien plus tôt que prévu initialement, mais est en bonne santé.  

## Filmographie

### Cinéma
- 2001 : The Pirates of Central Park : Simon Baskin
- 2001 : Dream Street: Live : Lui-Même
- 2002 : The Biggest Fan : Lui-Même
- 2003 : Pizza : Justin Bridges
- 2005 : Up Close : Lui-Même
- 2005 : Live: The Beautiful Soul Tour : Lui-Même
- 2008 : Keith : Keith Zetterstrom
- 2009 : Jesse McCartney - Live At the House of Blues, Sunset Strip : Lui-Même
- 2010 : Beware The Gonzo : Gavin Reilly
- 2012 : Chroniques de Tchernobyl de Bradley Parker : Christopher
- 2013 : Campus Code (en) : Ari
- 2015 : 88 : Winks

### Télévision
- 1998 - 2001 : La Force du destin : JR Chandler
- 2000 : New York, police judiciaire : Danny Driscoll (Thin Ice - saison 11, épisode 8)
- 2002 : The Strange Legacy of Cameron Cruz : Cameron Cruz
- 2004 : Ce que j'aime chez toi : lui-même (The Not-So Simple Life - saison 3, épisode 3)
- 2004 - 2005 : Summerland : Bradin Westerly
- 2005 : La Vie de palace de Zack et Cody : lui-même (Une Rock Star à l'hôtel - saison 1, épisode 17)
- 2005 : Punk'd : Stars piégées : lui-même
- 2006 : La Force du destin : lui-même
- 2006 : Schooled : lui-même
- 2006 : Celebrity Duets : lui-même
- 2007 : Hannah Montana : lui-même (La Vie de star - saison 2, épisode 12)
- 2007 : Les Maçons du cœur : lui-même
- 2008 : New York, unité spéciale : Max Matarazzo (Babes - saison 10, épisode 6) (VF : Hervé Grull)
- 2008 : Dancing with the Stars : lui-même
- 2008 : Dick Clark's Rocking New Years Eve : lui-même
- 2008 : Dance on Sunset : lui-même
- 2009 : Greek : Andy (saison 2, épisodes 11 à 15 et 17)
- 2010 : An Evening of Stars: Tribute to Lionel Ritchie : lui-même
- 2011 : Locke & Key : Tyler « Ty » Locke (pilote)
- 2012 : Les Experts : Wes Clyborn (Seeing Red - saison 12, épisode 14)
- 2013 : Ben and Kate : un étudiant (Ethics 101 - saison 1, épisode 16)
- 2013 : American Wives (Army Wives): Tim Truman (saison 7 - casting principal)
- 2013 : Fly or Die : lui-même
- 2014 : Young & Hungry : Cooper [épisodes Young & Punchy (saison 1, épisode 6), Young & Secret (saison 1, épisode 7), Young & Thirty (...and getting married!) (fin de l'épisode[Lequel ?])]
- 2014 : Le Choix de ma vie (Expecting Amish) (téléfilm) : Josh
- 2016 : Fear the Walking Dead (saison 2, épisode 4) : Reed
- 2020 : The Masked Singer saison 3, finaliste

### Doublage

#### Cinéma
- 2007 : Alvin et les Chipmunks : Théodore
- 2008 : Horton : JoJo
- 2008 : Unstable Fables: 3 Pigs and a Baby : Lucky
- 2008 : La Fée Clochette : Terrence
- 2009 : Clochette et la Pierre de lune : Terrence
- 2009 : Alvin et les Chipmunks 2 : Théodore
- 2010 : Clochette et l'Expédition féerique : Terrence
- 2011 : The Clockwork Girl : Huxley
- 2011 : Clochette et le Tournoi des fées (Tinker Bell and the Pixie Hollow Games) : Terrence
- 2011 : Alvin et les Chipmunks 3 (Alvin and the Chipmunks: Chipwrecked) : Théodore
- 2011 : Tinker Bell: Secret of the Wings : Terrence
- 2013 : Wings : Cyclone
- 2015 : Alvin et les Chipmunks : À fond la caisse (Alvin and the Chipmunks: The Road Chip) : Théodore

#### Télévision
- Kingdom Hearts[Quand ?] : Roxas et Ventus
- Ninjago[Quand ?]
  - Cole (saison 1)
  - Kai (saison 1)
  - Jay (saison 1)
  - Zane (saison 1)
- 2010 - : Young Justice : Robin/Dick Grayson/Nightwing

## Discographie

### Singles
- 2004 : Beautiful Soul
- 2005 : She's No You
- 2005 : Get Your Shine On
- 2005 : Because You Live
- 2006 : Right Where You Want Me
- 2006 : Just So You Know
- 2006 : Just Go
- 2008 : Leavin'
- 2008 : It's Over
- 2009 : How Do You Sleep (Avec Ludacris)
- 2009 : Body Language
- 2010 : Shake
- 2010 : One Night
- 2013 : Back Together
- 2014 : Superbad
- 2014 : Punch Drunk Recreation
- 2018 : Better With You
- 2018 : Wasted
- 2020 : Yours
- 2020 : Friends
- 2021 : Kiss The World Goodbye
- 2021 : Party For Two
- 2021 : Selfless
- 2024 : Faux Flur
- 2024 : Make A Baby (Avec Yung Gravy)
- 2025 : Trip
- 2025 : Weightless

### Tournées
- 2004/2005 : Beautiful Soul Tour
- 2005 : Backstreet Boys: Never Gone Tour
- 2006/2007 : Right Where You Want Me Tour
- 2008 : Departure Mini-Tour
- 2008 : Jesse & Jordin LIVE Tour (en)
- 2009 : Headlining Tour
- 2009 : New Kids on the Block: Full Service Tour (en)
- 2013 : Backstreet Boys: In A World Like This Tour
- 2014 : In Technicolor Tour
- 2018 : Better With You U.S Tour
- 2019 : The Resolution Tour
- 2022 : The New Stage Tour

## Distinctions
- 1998 : Grammy Award - le meilleur album d'enfant (en tant que membre du groupe, les Sugar Beats) pour "How Sweet It Is" > nommé
- 1999 : Grammy Award - le meilleur album d'enfant (en tant que membre du groupe, les Sugar Beats) > nommé
- 2000 : Grammy Award - le meilleur album d'enfant (en tant que membre du groupe, les Sugar Beats) > nommé
- 2001 : Soap Opera Digest Award – Enfant acteur exceptionnel > nommé
- 2001 : Daytime Emmy – Jeune acteur exceptionnel dans une série dramatique > nommé
- 2002 : Young Artist Award – Meilleure performance dans une série télé de journée – Jeune acteur > gagné
- 2002 : Daytime Emmy – Jeune acteur exceptionnel dans une série dramatique > nommé
- 2003 : Kids Choice Awards - Homme le plus beau de l'année
- 2005 : Teen Choice Awards – Artiste masculin de l'année > gagné
- 2005 : Teen Choice Awards – Choice Breakout Artist – Male > gagné
- 2005 : Teen Choice Awards – Choice Crossover Artist > gagné
- 2005 : MTV Video Music Awards – Meilleur clip pop pour "Beautiful Soul" > nommé
- 2005 : Radio Disney Music Awards – Meilleure chanson tournée en boucle > gagné
- 2005 : American Music Awards – Meilleur nouvel artiste > nommé
- 2005 : Radio Disney Music Awards – Meilleure chanson karaoké > gagné
- 2005 : Radio Disney Music Awards – Meilleur chanteur masculin > gagné
- 2006 : Kids Choice Awards – Chanteur masculin préféré > gagné
- 2006 : TRL Awards Italy – Best "Tear" Award > gagné
- 2007 : Kids Choice Awards Italy – Meilleur artiste international > nommé
- 2007 : TRL Awards Italy – Meilleur chanteur masculin > nommé
- 2007 : TRL Awards Italy – Meilleur clip pour "Just So You Know" > nommé
- 2007 : Kids Choice Awards – Chanteur masculin préféré > nommé
- 2007 : Radio Disney Music Awards – Meilleur chanteur masculin > gagné
- 2008 : TRL Awards Italy – Homme de l'année > nommé
- 2008 : Teen Choice Awards – Artiste masculin choisi > nommé
- 2008 : Teen Choice Awards – Choix des fans les plus fanatiques > nommé
- 2008 : Teen Choice Awards – Chanson de l'été choisi pour "Leavin'" > nommé
- 2009 : Starshine Music Awards - Meilleur artiste masculin > gagné
- 2009 : Kids Choice Awards – Meilleur chanteur masculin > gagné
- 2009 : Teen Choice Awards – Chanson d'amour choisie pour "How Do You Sleep?" > nommé
- 2009 : 26th Annual ASCAP Pop Music Award – Chanson de l'année (en tant qu'auteur) pour "Bleeding Love", Leona Lewis > gagné
- 2010 : Kids Choice Awards – Meilleur film pour "Alvin et les Chipmunks 2" > gagné
- 2010 : Giffoni Award – Giffoni Film Festival > gagné
- 2012 : Kids Choice Awards – Meilleur film pour "Alvin et les Chipmunks 3" > gagné
- 2012 : Teen Choice Awards – Doublure vocale de film choisie > nommé